# USS Decatur (DDG-73)

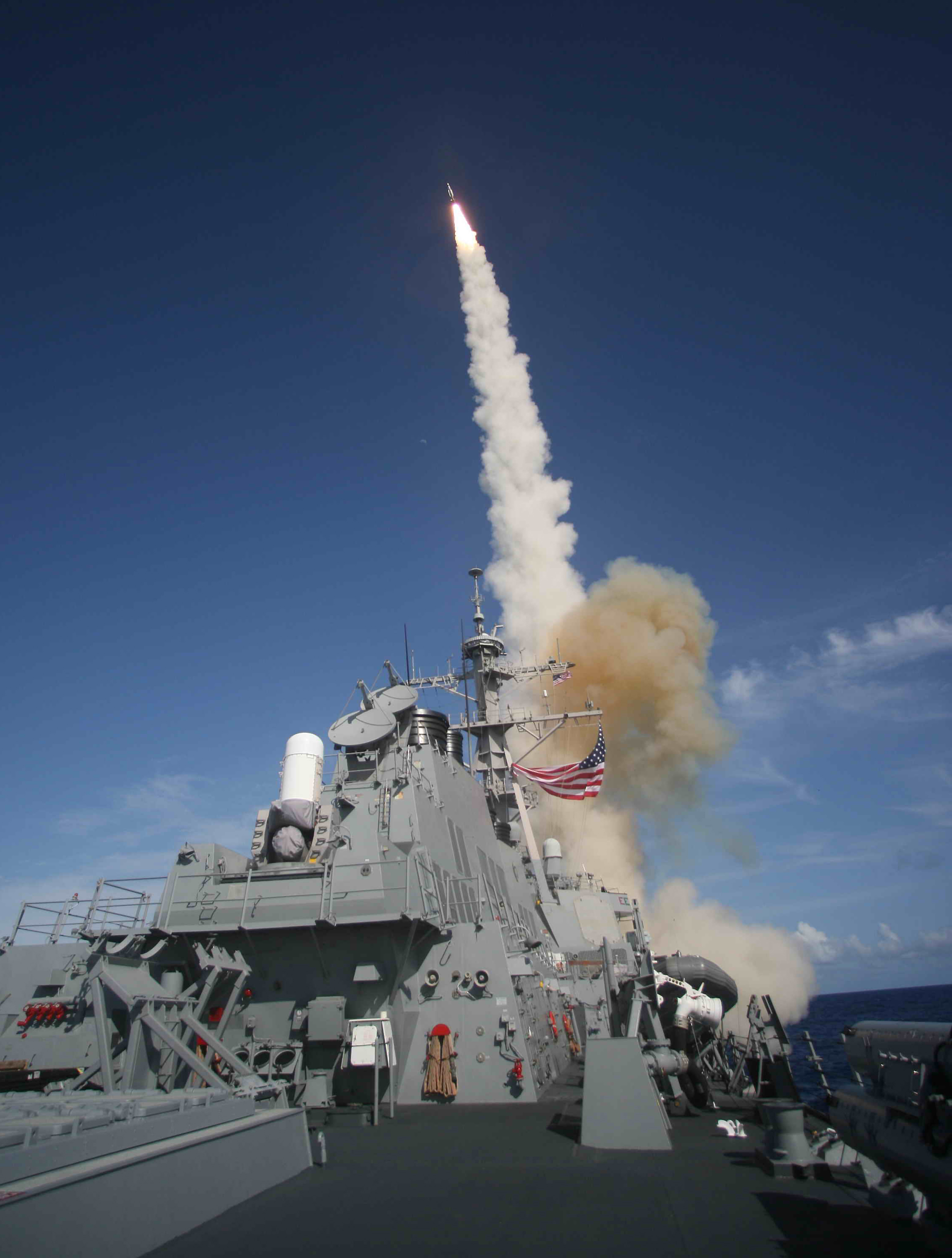
O Decatur disparando um míssil tomahawk durante um exercício de treinamento em 2007.

O USS Decatur é um contratorpedeiro da classe Arleigh Burke pertencente a Marinha de Guerra dos Estados Unidos.